# Chiesa di San Zenone Vescovo (Rovigo, Borsea)
La chiesa di San Zenone è un edificio religioso sito a Borsea, frazione di Rovigo e comune soppresso, sito in prossimità dell'argine destro del fiume Adige, al quale mostra la facciata. Risalente alla seconda metà del XVIII secolo, la chiesa, unico edificio di culto dell'abitato, è secondo la suddivisione territoriale della Chiesa cattolica, sede parrocchiale, e conserva alcune opere d'arte di pregio tra cui due vetrate dell'artista ostolense Antonio Maria Nardi.

## Storia

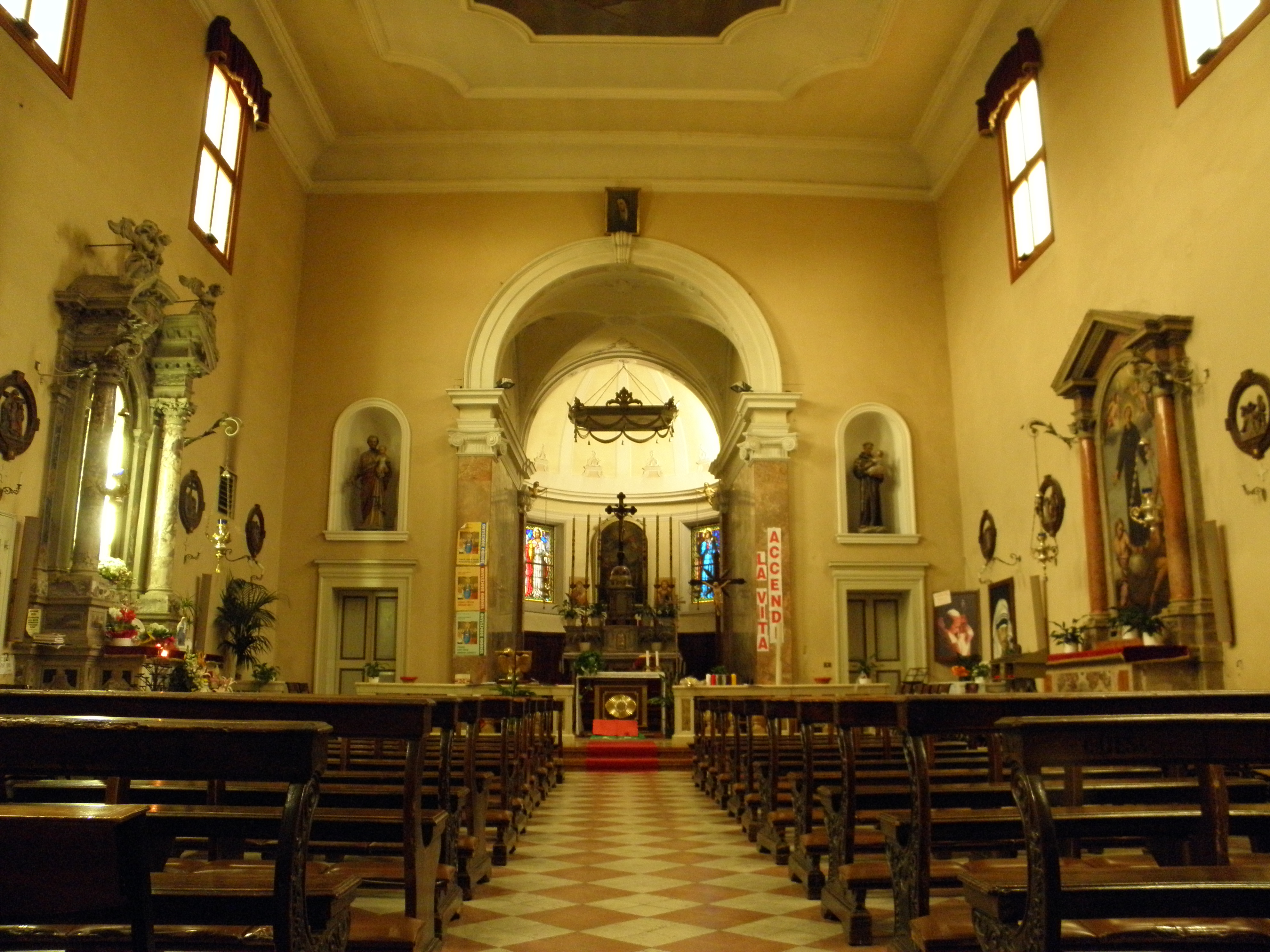
L'interno